# Luigi Galvani (sommergibile 1938)
Il Luigi Galvani è stato un sommergibile della Regia Marina, appartenente alla classe Brin.

## Storia
Dall'entrata in servizio, il 29 luglio 1938, fu al comando del capitano di corvetta Gianpaolo Giordana operando addestramento tra Taranto e Messina, sede della Divisione di scuola comando. Dal 4 gennaio 1939 assunse il comando del sommergibile il tenente di vascello Renato Spano (nato a La Maddalena il 26 luglio 1907), figlio dell'ammiraglio Matteo Spano, portandolo a Massaua. 
Infatti il battello partì da Taranto per Massaua il 20 maggio 1939, dopo una serie di esercitazioni in mare ed una breve sosta a Tobruk (8-10 giugno) con l'Onice arrivò a Massaua il 16 giugno 1939.
All'ingresso dell'Italia nel secondo conflitto mondiale si trovava a Massaua (Eritrea), sul Mar Rosso, appartenente all'81ª Squadriglia Sommergibili, sempre agli ordini del tenente di vascello Renato Spano.
Partì per la sua prima missione di guerra il 10 giugno 1940, raggiungendo il proprio settore d'agguato – al largo di Oman – il 23 giugno, dopo un infruttuoso attacco (avvenuto il 13 giugno, una quindicina di miglia a nordovest di Perim) contro un incrociatore ed un cacciatorpediniere.
Alcune fonti erronee attribuiscono ad un siluro lanciato da questo sommergibile l'affondamento dell'unità di scorta indiana HMIS Pathan, mentre la perdita della nave fu dovuta ad un'esplosione accidentale interna.
Il 24 giugno, in base probabilmente a documenti trovati a bordo del sommergibile Galileo Galilei, catturato intatto, fu attaccato dalla nave A/S HMS Falmouth e dal cacciatorpediniere HMS Kimberley: mentre s'immergeva, uno dei proiettili del Falmouth lo colpì a poppa aprendo una falla.
Il secondo capo silurista Pietro Venuti, rendendosi conto che il sommergibile sarebbe potuto rapidamente affondare senza scampo per l'equipaggio, chiuse il portello del locale di lancio siluri poppiero (quello colpito) isolandolo e salvando così temporaneamente il sommergibile, ma intrappolandosi nel compartimento e morendo (fu decorato con Medaglia d'Oro al Valor Militare alla memoria).
Danneggiato da bombe di profondità, il Galvani emerse fortemente appoppato e con l'armamento di superficie (cannone e mitragliere) ormai inutilizzabile, per poi affondare di poppa in un paio di minuti.
Morirono 25 uomini (3 ufficiali, 5 sottufficiali e 17 tra sottocapi e marinai), mentre altri 31 (fra cui il comandante Spano) furono tratti in salvo (e fatti prigionieri) dagli inglesi.
Nell'unica missione il Galvani aveva percorso 1400 miglia in superficie e 120 in immersione.